# Philippe Wambergue
Pour les articles homonymes, voir Wambergue.
Philippe Wambergue, né le 10 mars 1948 à Paris, est un pilote automobile français de rallyes, rallycross et rallyes-raid.

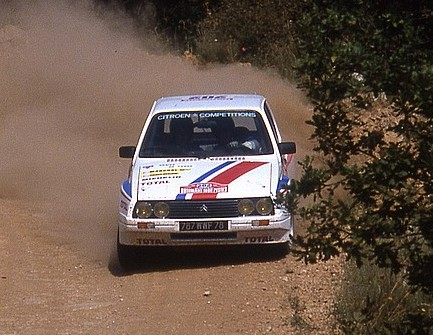
Ph. Wambergue en 1984 au Rallye des 1000 Pistes sur Citroën Visa Mathiot.

## Biographie
Il fait ses débuts en compétition automobile précocement, en 1967 sur une Citroën DS.
Il participe à 15 épreuves du WRC entre 1982 et 1993, terminant 9e du rallye de l'Acropole en 1983 dès sa troisième apparition en mondial, avec Vincent Laverne sur Citroën Visa Chrono (team officiel).
Il participe durant sa carrière à tous types de compétition automobile : Rallye, Slalom, Rallycross, Circuit, Trophée Andros, Rallye Raid et Rallye Historique.
Il a participé pendant des décennies au rallye Dakar et à des épreuves de la Coupe du monde de rallye raid.
Cela comprenait les équipes des constructeurs Peugeot, Citroën et Nissan, plus un effort de Toyota diesel et enfin dans les années 2000 pour Nissan France.
Il est le cousin germain d'Annie Wambergue.

## Palmarès

### Titres
- Champion de France de rallycross : 1989, sur Peugeot 205 Turbo 16 Évolution 2 (du team Oreca), 11 victoires sur 12 courses.
- Participation à la victoire de Citroën chez les constructeurs dans la Coupe du monde de rallye-raid en 1996, avec Fred Gallagher pour copilote.

### Rallye Paris-Dakar
| Année | Copilote            | Voiture                | Classement | Victoire(s) d'étape(s) |
| ----- | ------------------- | ---------------------- | ---------- | ---------------------- |
| 1984  | Laurent Bacholle    | Citroën Visa           | Abd.       | -                      |
| 1988  | Alain Baumgartner   | Peugeot P4             |            | -                      |
| 1989  | Alain Guéhennec     | Peugeot 205            | 8e         | 1                      |
| 1990  | Jean Da Silva       | Peugeot 205            | 12e        | 4                      |
| 1991  | Yannick Couillet    | Mitsubishi Pajero      | Abd.       | -                      |
| 1992  | Michel Vantouroux   | Toyota                 | 10e        | -                      |
| 1994  | Jean-Paul Cottret   | Buggy Bourgoin         | 3e         | -                      |
| 1996  | Fred Gallagher      | Citroën ZX Rallye Raid | 2e         | 3                      |
| 1997  | Jean-Paul Cottret   | Toyota Land Cruiser    | Abd.       | -                      |
| 1998  | Jean-Paul Cottret   | Toyota Land Cruiser    | Abd.       | -                      |
| 2000  | Serge de Liedekerke | Nissan Palfinger       | Abd.       | -                      |
| 2001  | Philippe Rey        | Ford Protruck          | Abd.       | -                      |
| 2004  | Jacky Dubois        | Nissan Pick-up         | Abd.       | -                      |

### Victoire et podiums en rallye-raid
- 2e du rallye de Tunisie, en 1992 sur Citroën ZX Rallye Raid (copilote Michel Vantouroux) ;
- 3e au Baja Portugal 1000, en 1995 sur Nissan Patrol (copilote Jean-Paul Cottret) ;
- 3e du Paris - Oulan-Bator, en 1996 sur Citroën ZX Rallye Raid (copilote Fred Gallagher) ;
- 3e du Paris - Samarkand - Moscou, en 1997 sur Citroën ZX Rallye Raid (copilote Gilles Picard) ;
- 3e de l'Atlas Savane, en 1997 sur Toyota Land Cruiser (copilote Jean-Paul Cottret) derrière les deux Citroën ZX ;
- Baja Portugal 1000 : 1998 sur Toyota Land Cruiser (copilote Jean-Paul Cottret).

## Autres victoires
- 1983 : Ronde de Serre Chevalier sur Citroën Visa, et vainqueur du Trophée Jean-François Piot sur Citroën Visa (1re sortie officielle) devant Jean-Pierre Nicolas et la Peugeot 205 T16 ;
- 1984 : vainqueur du Défi TF1 RMC (1re course des Champions), devant Darniche, Fréquelin, Andruet, Beltoise, Saby...
- 2006 : vainqueur des 24 Heures 4×4 de Paris, avec Thierry Charbonnier et Michel Salvator.